# 虱形大眼蚤
虱形大眼蚤（学名：Polyphemus pediculus）为大眼蚤科大眼蚤属的动物。分布于除热带地区的亚洲、欧洲、北美洲以及中国大陆的吉林、黑龙江、新疆等地，属于嗜寒性物种，适应冷水性水域。其常生活于池塘与水潭等小型水域、湖泊沿岸以及缓流的江河中以及在北纬地带湖泊的敞水区。